# Élections législatives cap-verdiennes de 2021
Les élections législatives cap-verdiennes de 2021 (en portugais : Eleições legislativas cabo-verdianas de 2021) se tiennent le dimanche 18 avril 2021, afin d'élire les 72 députés de la Xe législature de l'Assemblée nationale.
La victoire revient au Mouvement pour la démocratie du Premier ministre Ulisses Correia e Silva, au pouvoir depuis cinq ans.

## Contexte
Les élections législatives de mars 2016 aboutissent à une alternance politique. Le Mouvement pour la démocratie (MPD), dans l'opposition depuis quinze ans, remporte la majorité absolue des sièges à l'Assemblée nationale. Son dirigeant Ulisses Correia e Silva devient Premier ministre tandis que le Parti africain pour l'indépendance du Cap-Vert (PAICV) de Janira Hopffer Almada est ainsi renvoyé dans l'opposition.
Organisée sept mois plus tard, l'élection présidentielle voit la réélection du président de la République Jorge Carlos Fonseca, candidat du MPD, avec 73 % des voix.
Les élections de 2021 interviennent dans le contexte de la pandémie de Covid-19.

## Système électoral
L'Assemblée nationale (Asambleia Nacional) est le parlement monocaméral de la république du Cap-Vert. L'article 153 de la Constitution dispose qu'elle « se compose d'au moins soixante-six et d'au plus soixante-douze députés » et l'article 154 indique que « l'élection doit intervenir à une date comprise dans une période débutant quatre ans et onze mois après la date de l'élection précédente et prenant fin à l'expiration du délai de cinq ans et quinze jours à compter de cette date ».
Elle est composée de 72 députés pourvus pour cinq ans au scrutin proportionnel plurinominal avec listes fermées dans 13 circonscriptions de deux à 15 sièges. Sur ce total, 66 sièges sont pourvus dans les dix circonscriptions électorales qui divisent le territoire national, tandis que les six autres le sont par la diaspora, à raison de deux pour l'Afrique, deux pour les Amériques et deux pour l'Europe et le reste du monde. Après décompte des suffrages, les sièges sont alloués selon la méthode d'Hondt. Toutes les listes de candidats doivent respecter le principe de représentation équilibrée des deux sexes,.

## Résultats
|                          |                                                         |         |       |               |        |               |  |  |  |
| Parti                    | Parti                                                   | Votes   | %     | +/-           | Sièges | +/-           |  |  |  |
|                          | Mouvement pour la démocratie (MPD)                      | 110 121 | 50,02 | 4,5           | 38     | 2             |  |  |  |
|                          | Parti africain pour l'indépendance du Cap-Vert (PAICV)  | 87 063  | 39,55 | 1,4           | 30     | 1             |  |  |  |
|                          | Union cap-verdienne indépendante et démocratique (UCID) | 19 834  | 9,01  | 2,1           | 4      | 1             |  |  |  |
|                          | Parti du Travail et de la Solidarité (PTS)              | 2 088   | 0,95  | 0,9           | 0      | en stagnation |  |  |  |
|                          | Parti du peuple (PP)                                    | 756     | 0,34  | en stagnation | 0      | en stagnation |  |  |  |
|                          | Parti social-démocrate (PSD)                            | 271     | 0,12  | en stagnation | 0      | en stagnation |  |  |  |
|                          |                                                         |         |       |               |        |               |  |  |  |
| Votes valides            | Votes valides                                           | 220 133 | 97,56 |               |        |               |  |  |  |
| Votes blancs et nuls     | Votes blancs et nuls                                    | 5 509   | 2,44  |               |        |               |  |  |  |
| Total                    | Total                                                   | 225 642 | 100   | –             | 72     | en stagnation |  |  |  |
| Abstentions              | Abstentions                                             | 167 257 | 42,57 |               |        |               |  |  |  |
| Inscrits / participation | Inscrits / participation                                | 392 899 | 57,43 |               |        |               |  |  |  |

## Analyse
Modèle de stabilité et de passation pacifique du pouvoir dans la région, le Cap-vert connait à nouveau des élections démocratiques. Organisées dans le contexte de la pandémie de Covid-19, celles-ci sont marquées par une forte baisse de la participation qui passe d'un peu moins de 66 % à 57 %, et voient les questions économiques dominer la campagne électorale, la pandémie ayant lourdement affecté le tourisme, un secteur qui représentait jusqu'alors un quart du PIB du pays.
Le scrutin aboutit au maintien du Mouvement pour la démocratie (MPD) du Premier ministre sortant Ulisses Correia e Silva. Malgré un recul, le MPD parvient à conserver sa majorité absolue des sièges, tandis que le Parti Africain pour l’indépendance du Cap Vert (PAICV) dirigé par Janira Hopffer Almada stagne et que l’Union capverdienne indépendante et démocratique (UCID) profite d'une légère hausse.